# Chelodina canni
Chelodina canni là một loài rùa trong họ Chelidae. Loài này được Mccord & Thomson mô tả khoa học đầu tiên năm 2002.

## Hình ảnh

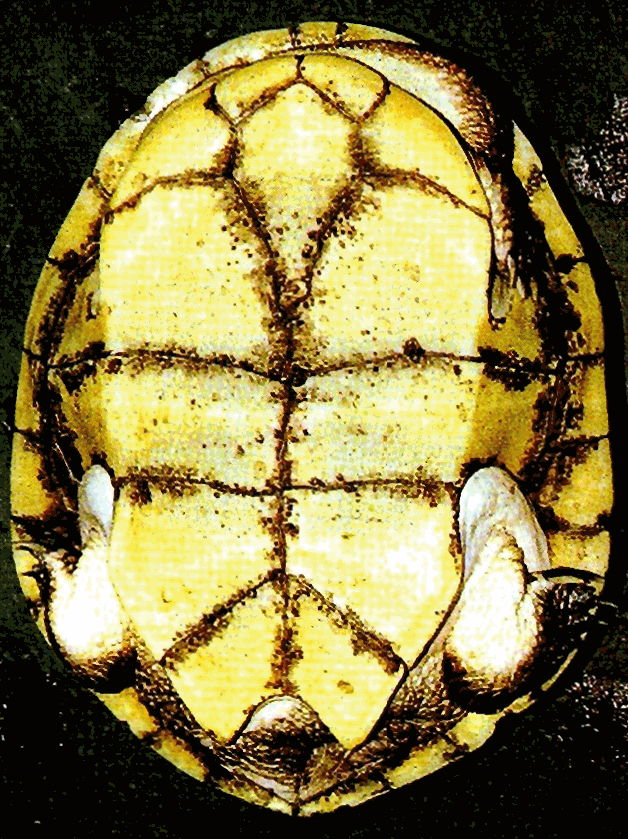